# Craig Reynolds (acteur)
Pour les articles homonymes, voir Craig Reynolds et Raynolds.
Craig Raynolds, né Harold Hugh Enfield le 15 juillet 1907 à Anaheim en Californie, et mort le 22 octobre 1949 à Los Angeles, est un acteur américain actif dans les années 1930 et 1940.

## Biographie
Craig Raynolds nait à Anaheim en Californie. Il signe un contrat avec Universal Pictures en 1933, et il est crédité sous son nom Hugh Enfield au début de sa carrière. Il apparait dans trois films de Paramount Pictures en 1935, avant de signer avec Warner Brothers cette même année. A la fin de son contrat il travaille en freelance pour Columbia, Republic, Monogram, et PRC. Il suspend sa carrière pour s'engager dans l'armée, et est décoré de la Purple Heart. Il meurt à l'âge de 42 ans dans un accident de moto à Los Angeles,. Il était marié avec l'actrice Barbara Pepper.

## Filmographie

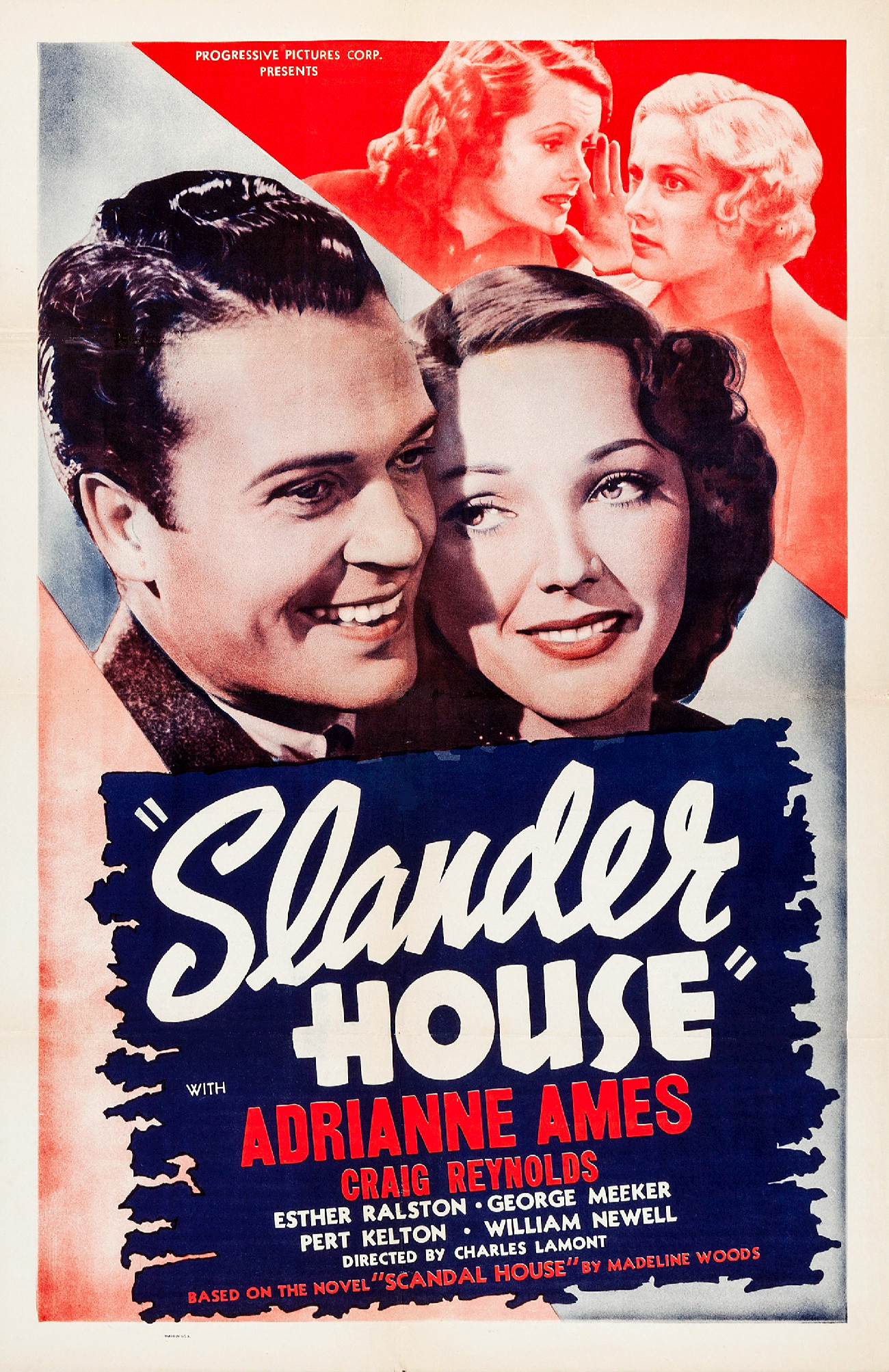
Craig Reynolds à l'affiche de Slander House (1938).

- 1929: Coquette : jeune homme (non crédité)
- 1933: Phantom of the Air : Blade (non crédité)
- 1933: Don't Bet on Love : Reporter (non crédité)
- 1933: Gordon of Ghost City : Henchman Ed
- 1933: Saturday's Millions : joueur de football (non crédité)
- 1933: Only Yesterday : Hugh (non crédité)
- 1933: The Perils of Pauline : Robert Ward
- 1934: Cross Country Cruise : chauffeur de bus
- 1934: I'll Tell the World : Aviateur
- 1934: Let's Be Ritzy : Clerk
- 1934: Millionaire for a Day: Clerk
- 1934: Love Birds : chauffeur de bus
- 1934: Million Dollar Ransom : Eddie
- 1935: Rumba : Bromley (non crédité)
- 1935: Ultime Forfait (Four Hours to Kill!) de Mitchell Leisen : Frank
- 1935: Paris in Spring : Alphonse
- 1935: The Case of the Lucky Legs : Frank Patton
- 1935: Man of Iron (en) : Mr. Harry Adams
- 1935: Dangerous : Reporter (non crédité)
- 1936: Ceiling Zero : Joe Allen
- 1936: The Preview Murder Mystery : Acteur (non crédité)
- 1936: Boulder Dam : Dam Worker (non crédité)
- 1936: Times Square Playboy : Joe Roberts
- 1936: His Best Man : Joe Roberts
- 1936: Treachery Rides the Range : Wade Carter
- 1936: Sons o' Guns : Lieut. Burton
- 1936: La Flèche d'or (The Golden Arrow) : Jorgenson
- 1936: Jailbreak : Ken Williams
- 1936: Stage Struck : Gilmore Frost
- 1936: The Voice of Scandal : Rex Marchbanks
- 1936: The Case of the Black Cat (en) d'Alan Crosland : Frank Oafley
- 1937: Smart Blonde : Tom Carney
- 1937: Septième District (The Great O'Malley)
- 1937: Penrod and Sam : Roy 'Dude' Hanson
- 1937: Melody for Two : William 'Bill' Hallam
- 1937: The Go Getter : marin (non crédité)
- 1937: The Case of the Stuttering Bishop : Gordon Bixler
- 1937:  Rivalité (Slim) de Ray Enright : Gambler
- 1937: The Footloose Heiress : Bruce 'Butch' Baeder
- 1937: En liberté provisoire (Back in Circulation) : 'Snoopy' Davis, Reporter
- 1937: The Great Garrick : M. Janin
- 1937: Under Suspicion : Nelson Dudley
- 1938: Romance Road (court-métrage) : Flood
- 1938: Making the Headlines : Reporter Steve Withers
- 1938: Female Fugitive : Jim Mallory
- 1938: Romance on the Run : Charlie Cooper
- 1938: Gold Mine in the Sky : Larry Cummings
- 1938: Slander House : Pat Fenton
- 1938: I Am a Criminal : Clint Reynolds
- 1939: Navy Secrets : CPO Jimmy Woodford
- 1939: Le Mystère de Mr Wong (The Mystery of Mr. Wong) : Peter Harrison
- 1939: Wall Street Cowboy : Tony McGrath
- 1939: The Gentleman from Arizona : 'Van' Van Wyck
- 1940: The Fatal Hour (Mr. Wong at Headquarters) : Frank Belden, Jr.
- 1940: Son of the Navy : Brad Wheeler
- 1940: I Take This Oath : Joe Kelly
- 1944: Nevada : Cash Burridge
- 1945: The Strange Affair of Uncle Harry : John Warren
- 1945: Divorce (en) : Bill Endicott
- 1945: Le Poison : George, M.M.'s Escort (non crédité)
- 1946: Juste Before Dawn (en) : Jack Swayne (non crédité)
- 1946: Queen of Burlesque : Joe Nolan
- 1946: My Dog Shep (en) : W. D. Stanfield, Attorney
- 1947: The Fabulous Texan (en) : State Policeman (non crédité)
- 1948: The Man from Colorado : Parry (non crédité)